# 錦湖里
錦湖里是臺灣臺南市北門區的一個行政區，曾是舊時學甲十三庄的莊頭之一，目前行政區曾劃為北門區錦湖里。其境內有北馬、新渡仔頭、舊渡仔頭、珠蘆塭、大白米、小白米等6個聚落，也因里的範圍在八掌與急水兩溪之間的低勢區域，每遇雨勢較大時便不時造成淹水災害，故而被定為臺南市自主防災社區。

## 地理
整個錦湖里大抵位於北門區的東北角，東邊為學甲區的三慶里，南邊則是學甲區光華里與部分三慶里，西邊緊鄰蚵寮里與雙春里，北邊又隔著八掌溪與嘉義布袋鎮的復興里以及義竹鄉村官和、官順、竿子寮等聚落相望。

## 歷史
據一般說法本里乃是由郭姓先民所初墾，而行政區所涵蓋範圍幾乎也多位於八掌溪南岸，且因開墾之初與溪北的嘉義往來之處設有一渡頭，故而舊時此地稱之為渡仔頭。日後隨著其他先民的入墾，加上原墾戶在墾地擴增後邀聘一些佃農入墾，因而庄頭所在區域便逐漸擴大，其後又擴展涵蓋出了北馬、舊渡仔頭、新渡仔頭、珠蘆塭、大白米、小白米等聚落。 
本里境內的傳統聚落各個脈絡典故約略為:

### 北馬
北馬又稱北馬寮仔，北馬地名的由來有兩種說法，一說為北邊的庄頭有一戶人家養馬故稱為北馬，另一說法則是此地稱因位於舊時學甲十三庄最北邊故稱為大北尾，然因閩南話「尾」（bué/bé）與「馬」（bé）兩字念法甚為接近，久而久之便逐漸訛傳遂成為北馬。

### 渡仔頭
渡仔頭分有新舊渡仔頭 ，舊渡仔頭是早期傳統學甲十三庄與嘉義義竹鄉的菅仔寮往來渡頭地，然因地處八掌溪畔自開庄以來不斷有水患之憂，故而曾數次進行遷庄，第一次位於清末之際，先是遷移到今日錦湖國小的東北方。之後在日治時期又因水患再犯，於昭和初年再行遷村，而其中參與此次遷村的多為郭姓庄民。其後雖然於1957年政府在八掌溪畔興建了北馬堤防，企圖讓八掌溪所經的河道能穩定下來，只是每當較大的風災或豪雨之後，渡子頭仍然難逃水患災奈，於是渡仔頭今日仍是北門區的淹水受災區。
新渡仔頭是在日治時期的水患再犯後，部分郭姓族人所遷移建立的新庄頭，而為與原庄頭在名稱上的分別，故而此庄又稱之為新渡仔頭。此為因兩庄有同姓氏之故，除了庄名加上新外，此庄亦建有庄廟，並且廟名取為新吳保宮，以示兩庄之間的關聯性。

### 珠蘆塭
為日治時期劉思齊與其家族所建之小聚落，劉氏為學甲下溪洲仔人，「塭」其字義為水產養殖場的一種模式，通常多會出現在海水流通的濱海地區，一般則是俗稱為塭仔。此地原本無人居住故而亦無房舍，直到日治時期劉思齊與其弟劉望及其叔叔劉三幸曾在此經營魚塭，因商請劉海連於此建寮房以方便照料魚塭，遂而方開始有人煙與屋舍，不過也僅3戶左右。

### 大白米
起初開墾為日治時期陳氏其原本是灰窯港人，陳氏一開始並非開墾此地，而是在今日蚵寮里的新圍仔東南邊中崙仔附近，約莫於日治時期才落腳到大白米聚落。一開始開墾便同時進行耕地作農以及圍塭養殖，也因在墾地西南方有一窪水池，陳氏便引水灌溉水稻引此此窪水池又成為白米仔窟，而聚落名稱便跟著稱為白米。 而另一說法則是，此地原稱為白美仔，因在日據時期有一個竊賊進入本庄偷竊農作物（蔥蒜類農作），當時被庄人發現後逃跑時因病發作而暴斃，次日報紙在報導此事件時誤將白美寫成白米，其後便將錯就錯沿用至今。

### 小白米
初始為由陳啟所開墾，在白米庄頭中有一大一小兩個聚落，大白米聚落位於北邊，而另一個聚落因較後形成，並且也因人口戶數較少，為區分兩聚落故稱之為小白米。
清代時傳統的學甲聚落發展，是以中洲與學甲為中心並向各方進行移墾，日後逐漸形成兩個生活影響圈，其分別發展為中洲生活影響圈以及學甲生活影響圈，其中錦繡里則屬於中洲生活影響圈。而今日所稱的錦繡里名稱的由來，其原因乃是臺灣在光復後，居於本里大北馬大門內的當地頗具名望人士郭山藻先生，有一次在回大陸漳州龍溪縣石保村錦湖社祖籍地省親，返臺後因思念與感懷其大陸的祖居地，在經過庄民們同意後便將此地改稱為錦湖。 

## 交通
早期的錦湖里北有八掌溪南有急水溪，也因介於兩河流之間，因此對外大多是以水路為主，只是兩河的水流不穩，並每逢大雨便造成水患，目前幾乎完全沒有交通作用。不過，隨著近年來公路的尤其是快速道路建設，使得位處於北門東北的錦湖里交通跟著也頗為發達，其中有61快速道路與臺17線，以及南市1與2號加上等道路，路經或鄰近錦湖里。  
61號快速與臺17線兩道路在經過錦湖里時為呈現重疊情形，61快速道路為高架因而臺17於平面道路，兩道路由本里西北向西南向而行，在出里區域之後約300公尺處叉開。南1線自進入錦湖里後，經過北馬仔聚落，一直向南而行直至將軍區的仁和里，此路段其全長約為12公里。而南2號道路在渡仔頭吳保宮附近與南1號道路交叉，之後分別向東南與西南而下出本里，分別進入學甲三慶里與北門區蚵仔里。

## 教育
錦湖國民小學為錦湖里唯一的一所公立教育單位，自1945年設校至今已近80年，其原是蚵寮國校渡仔頭分校，主要學生來源為北馬、渡仔頭、新渡仔頭、白米等四個區域，也因少子化之故，目前學生數不到百人 。

## 經濟
早期錦湖里因位於八掌溪與急水溪兩河流之間，基於水源豐富之便，因此早期多以捕魚以及養殖為主要產業，尤其是北馬、珠蘆塭、大小白米等聚落。然而沒從事漁事的聚落便發展農業，隨著農業的發展與進步加上地質關係，目前洋香瓜及蒜頭成為錦湖里的特色農產。  

## 宗教

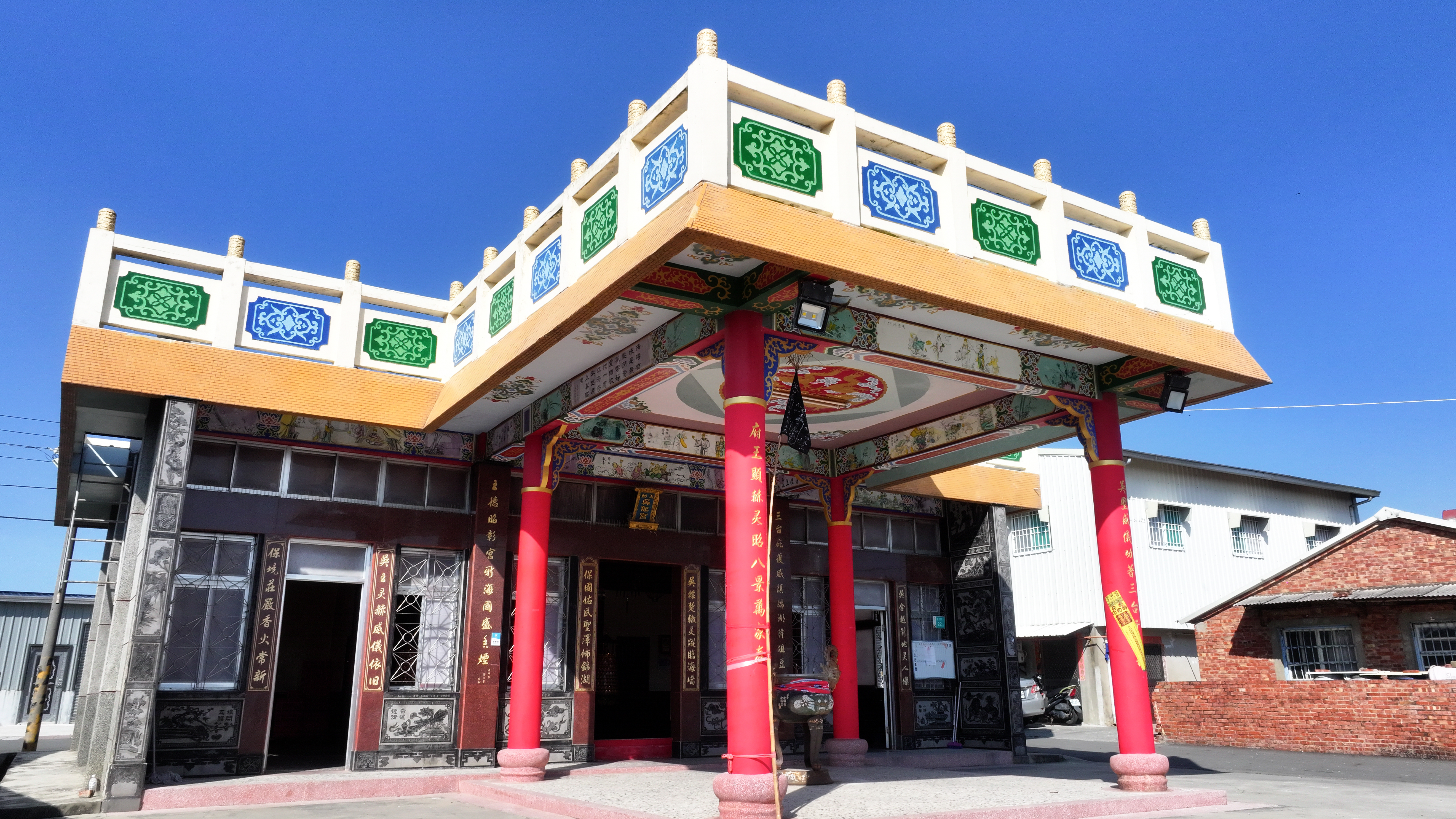
北門錦湖里境內渡仔頭-吳保宮

錦湖里境內各聚落除珠蘆塭與小白米外，各聚落皆有各自的信仰廟宇，渡仔頭為吳保宮建廟於1970，主祀為吳府千歲，陪祀則有中壇元帥、觀音佛祖、保生大帝、虎爺將軍、宋江爺等，該廟於1990年再行重建。此外，在渡子頭還有一間私人家壇紫雲寺，其主祀為觀音三媽。新渡仔頭新吳保宮於1983年建廟，新吳保宮主祀亦為吳府千歲，其為當初由渡仔頭遷村時，由原母庄吳保宮所分祀，而為了與原廟區分故又稱為新吳保宮。北馬的太興宮於1983年建廟，主祀為中壇元帥，陪祀神祇則有註生娘娘、福德正神、虎爺等。大白米的吳福宮於1981建廟，之後又於2007年增建拜亭，主祀為吳府千歲，陪祀神祇亦有觀音佛祖、虎爺、城隍、城隍夫人、太子爺、夫人媽等。 
至於小白密聚落雖無宮廟，然而整個聚落的民眾卻有共祀天上聖母、福德正神以及四面佛等神佛，此外，其聚落雖與大白米相鄰，卻不以大白米的吳福宮為公廟，聚落民眾卻是多前往灰窯港天封宮，而此乃因灰窯港是其母庄之故。

## 圖集

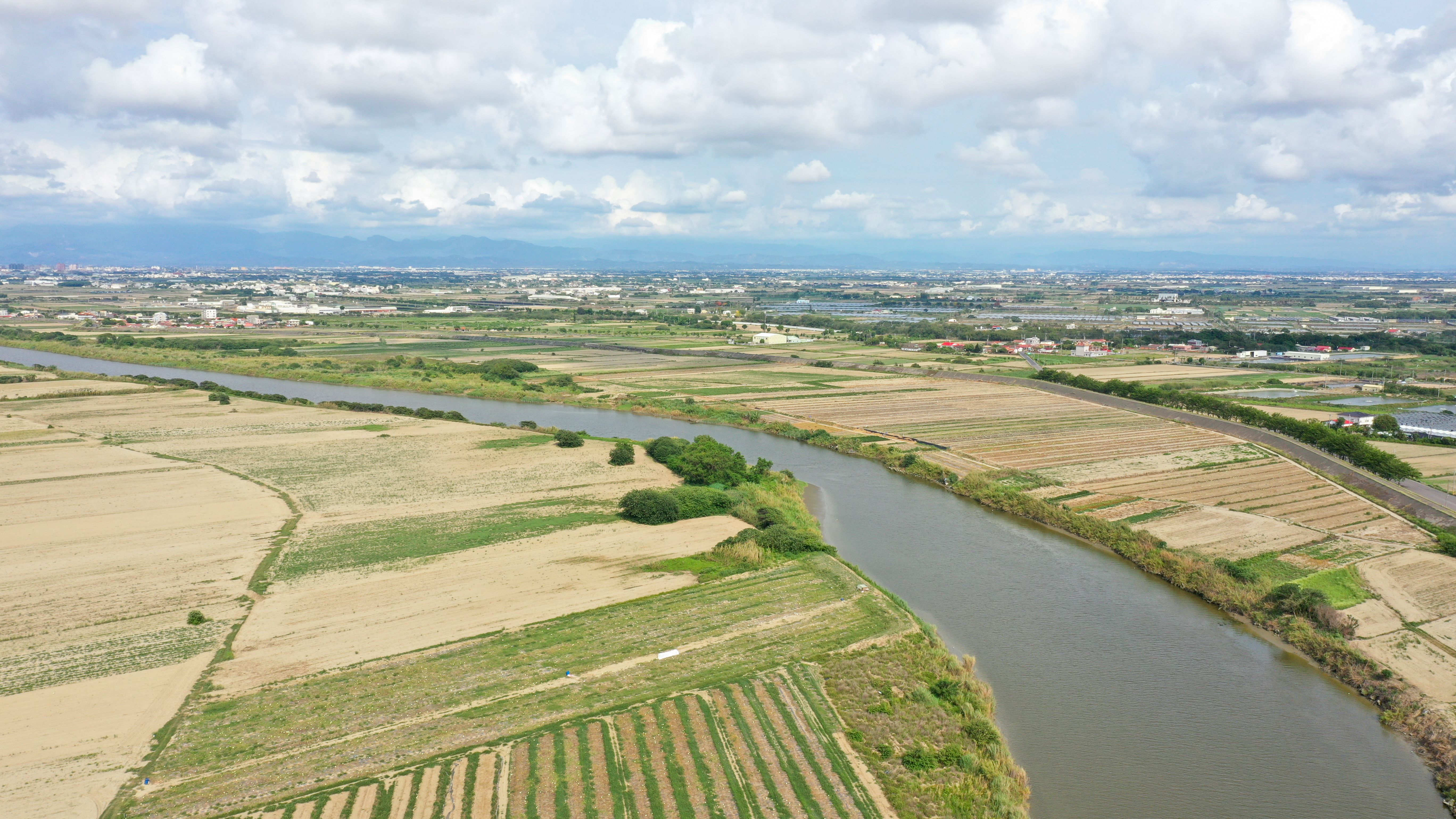
錦湖里境內-八掌溪流域空照
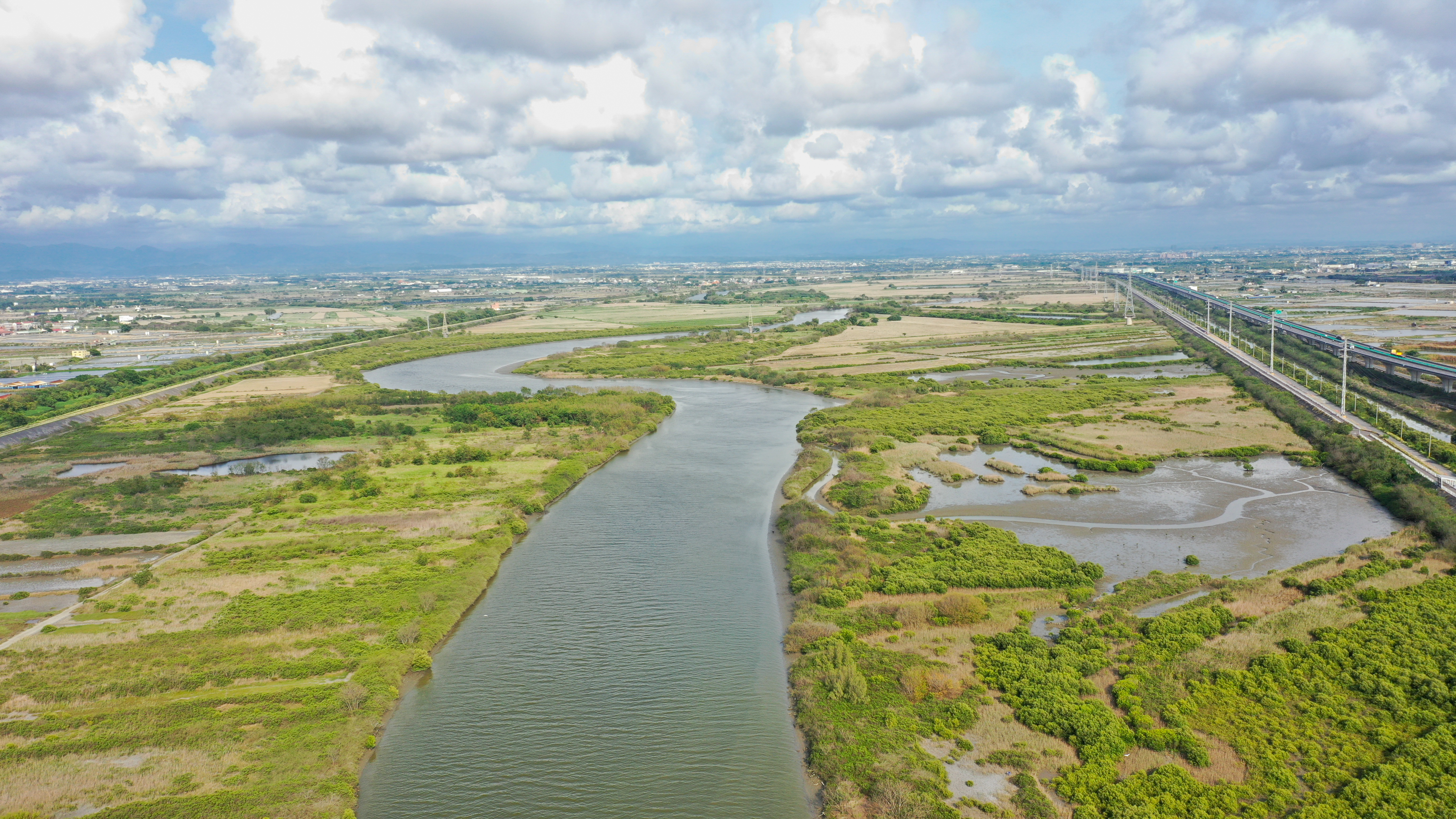
錦湖里境內-急水溪流域
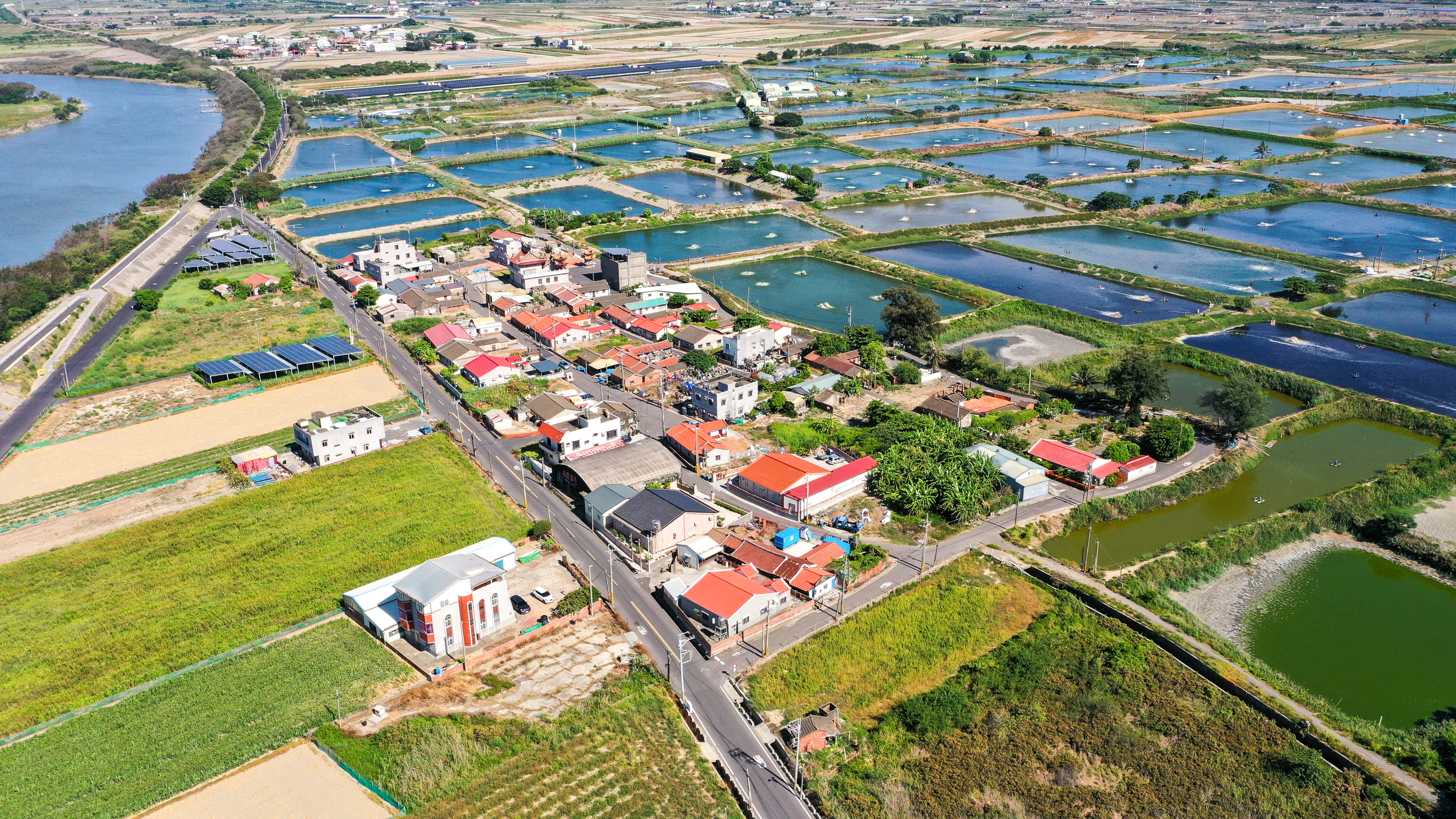
北門錦湖里境內北馬聚落-空照
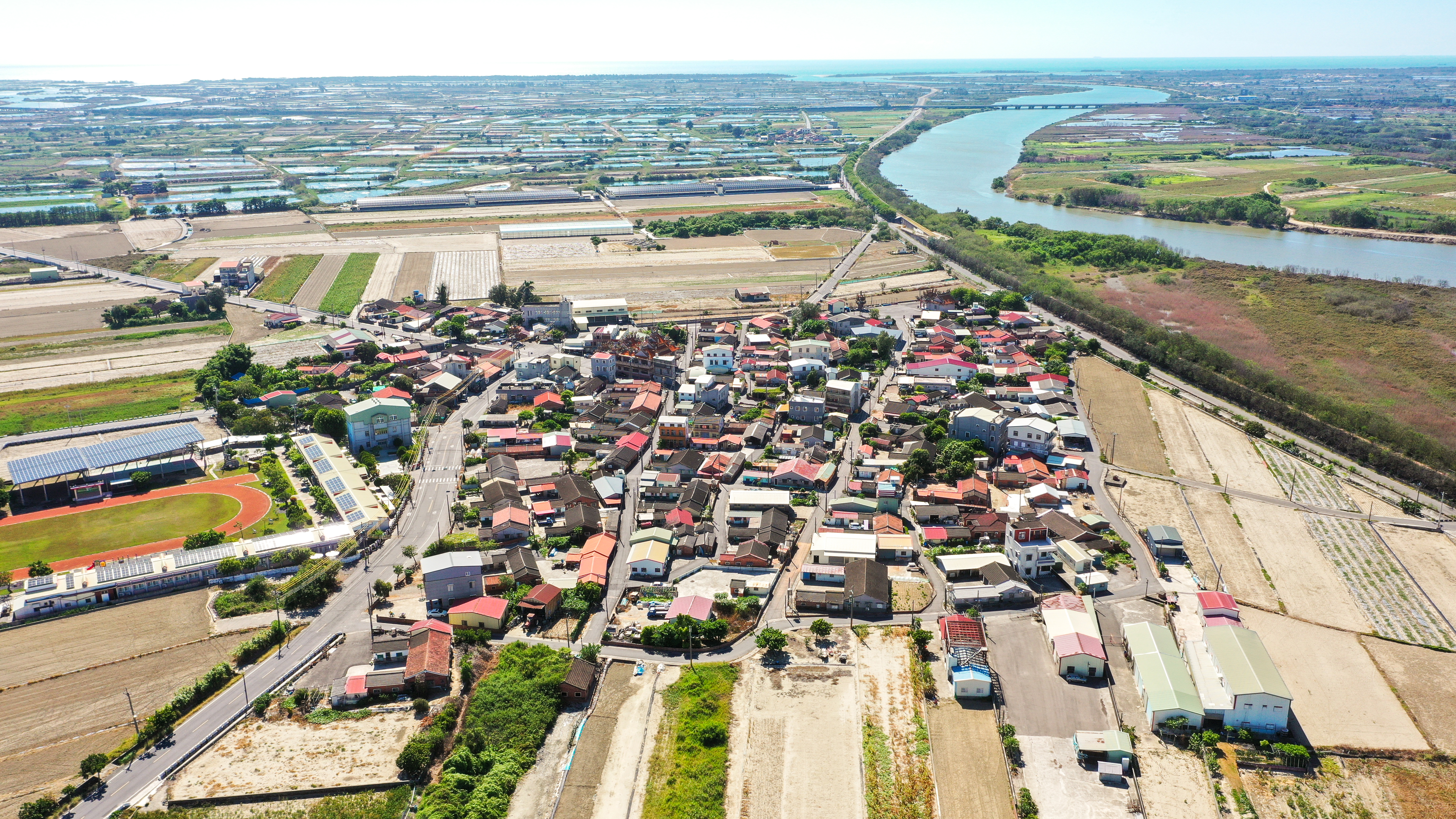
北門渡仔頭聚落-空照
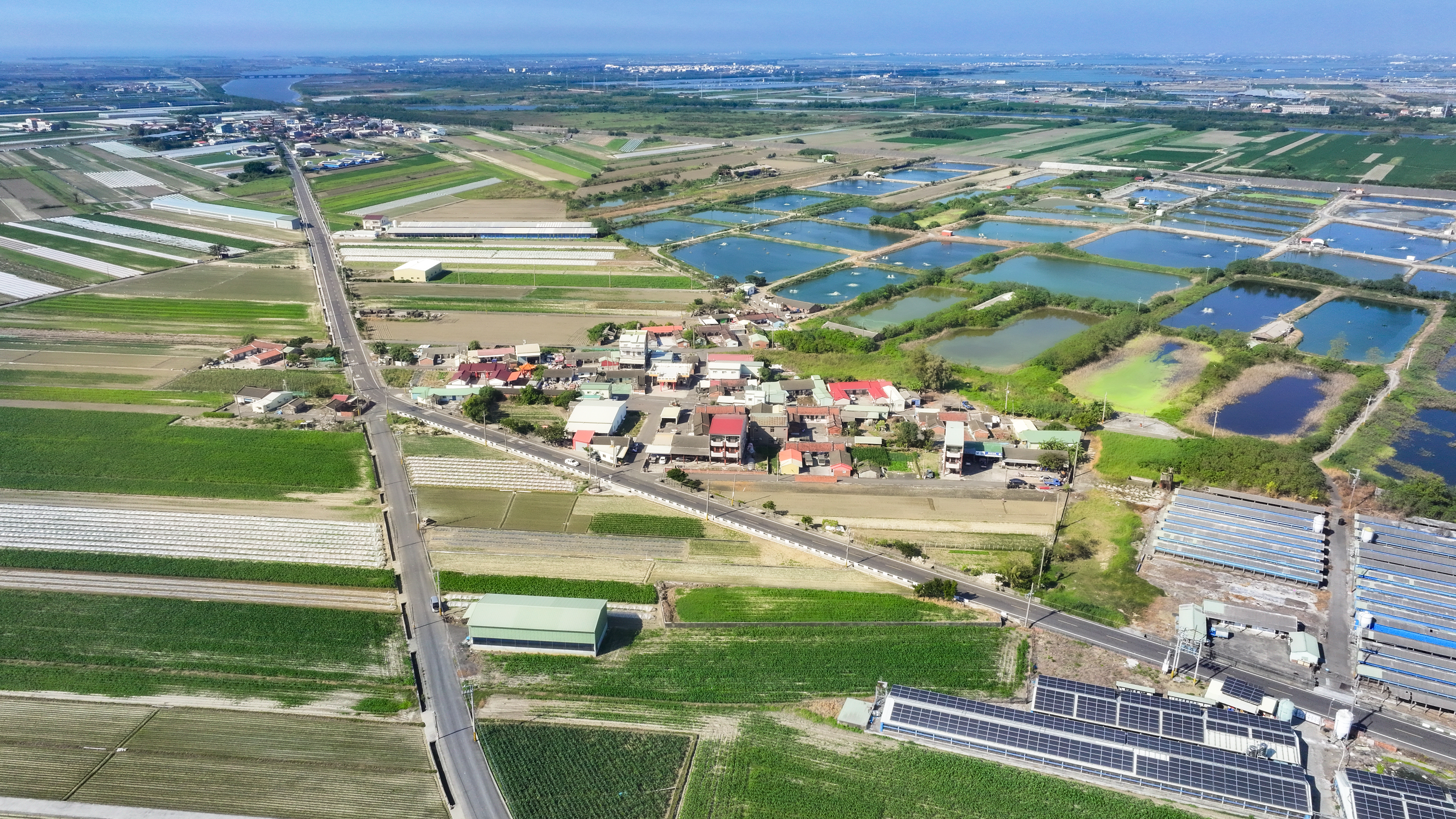
北門區新渡子頭聚落-空照